# Lee Cronin
Lee Cronin es un cineasta irlandés. Obtuvo reconocimiento por primera vez por su cortometraje de terror Ghost Train (2013), que ganó el Méliès d'Argent y apareció en la antología de 2016 Minutes Past Midnight. Continuando con su trabajo en el género de terror, hizo su debut como director de largometrajes con The Hole in the Ground (2019).

## Filmografía
Cortometrajes
| Año  | Título            | Director | Guionista | Productor | Notas                                      |
| ---- | ----------------- | -------- | --------- | --------- | ------------------------------------------ |
| 2004 | Wilbur & Anto     | Sí       | Sí        | Sí        |                                            |
| 2010 | Through the Night | Sí       | Sí        | No        |                                            |
| 2011 | Billy & Chuck     | Sí       | Sí        | No        |                                            |
| 2013 | Ghost Train       | Sí       | Sí        | No        | Presentado en Minutes Past Midnight (2016) |

Largometrajes
| Año  | Título                 | Director | Guionista |
| ---- | ---------------------- | -------- | --------- |
| 2019 | The Hole in the Ground | Sí       | Sí        |
| 2023 | Evil Dead Rise         | Sí       | Sí        |
| 2026 | La momia               | Sí       | Sí        |

Televisión
| Año  | Título              | Notas                                                        |
| ---- | ------------------- | ------------------------------------------------------------ |
| 2011 | The Masterplan      | 2 episodios                                                  |
| 2020 | 50 States of Fright | Episodio "13 Steps to Hell (Washington)" (Parte 1 y Parte 2) |